# John Marshall (żeglarz)
John Marshall (ur. 15 lutego 1748 w Ramsgate, zm. 1819) – angielski kapitan żeglugi i odkrywca.
Urodził się 15 lutego 1748 w Ramsgate w hrabstwie Kent. Służbę na morzu rozpoczął w wieku 10 lat i poświęcił jej niemal całe swoje życie. 
W 1788 był kapitanem statku Scarborough, należącego do  First Fleet i przewożącego skazańców z Anglii do Zatoki Botanicznej w Nowej Południowej Walii.
Następnie udał się w podróż z wybrzeży Australii do Chin, napotykając po drodze nieznane dotychczas wyspy (należące głównie do znanych obecnie jako Wyspy Gilberta i Wyspy Marshalla) oraz wytyczając nowy morski szlak handlowy do Kantonu.
Wyspy, które początkowo określane były terminem Lord Mulgrove's range, na pamiątkę ich odkrywcy otrzymały nazwę Wyspy Marshalla.